# Теодицея (Лейбніц)
«Теодицея, або Виправдання Бога», «Досліди теодицеї», або просто «Теодицея» (новолат. theodicea — «боговиправдання») — трактат німецького філософа й математика Готфріда Лейбніца, виданий 1710 року в Амстердамі. Єдине прижиттєве видання великого філософського твору автора. Повна назва «Досліди теодицеї про благість Божу, свободу людини та начало зла» (фр. Essais de Théodicée sur la bonté de Dieu, la liberté de l’homme et l’origine du mal).
Докладний розгляд питання — чому існує зло у всесвіті, і виправдання Бога за зло у світі, тобто «теодицея», слово, введене автором, яке набуло значення загального терміна для висловлення завдання примирити існування зла у світі з добротою, премудрістю, всемогутністю та правосуддям світового Творця. Блискучий розвиток філософського вчення оптимізму, за яким світ, попри всі свої недоліки, є найкращим, тобто найдосконалішим з усіх можливих, і все, що відбувається в ньому, спрямоване на здійснення блага . Зло ж у світі з необхідністю випливає із самого існування світу: у кожній монаді лежить властива їй обмеженість, звідси зло метафізичне (недосконалість), з ним пов'язане зло фізичне (страждання), а зло моральне (гріх) нерозривно пов'язане з існуванням свободи, як основи морального буття.

## Три типи зла
За Лейбніцем, зло у світі з необхідністю випливає із самого його існування. У кожній монаді лежить властива їй обмеженість; без цього вона мала б цілком абсолютну природу і не відрізнялася б від Бога. Звідси метафізичне зло, з яким пов'язана можливість фізичного зла, тобто страждання розумних істот у прямому значенні цього слова. Зло фізичне має деякі вищі основи свого буття у природі. Життя є виховання істот для верховних цілей, кероване самим Богом: з цієї точки зору, страждання можна розглядати як покарання або виховний засіб. Фізичне зло допускається у світ, оскільки через нього ми досягаємо благ, які інакше були б для нас закритими. Згадаймо, наприклад, про одухотворені пориви патріотизму, самовідданість, байдужість до смерті, які викликає в народах війна. Зазвичай зло служить для того, щоб завдати нам більше добро або відвернути ще більше зло. Взагалі життя значно стерпніша і багатша на радощі, ніж вважають її огудники: оцінюючи життя, слід брати до уваги блага безперешкодної діяльності, здоров'я і всього того, що хоча й не викликає в нас прямо відчутних задоволень, але позбавлення чого нам все-таки здалося б величезним нещастям. Третім видом зла є моральне зло (тобто зло в прямому розумінні — гріх). Його Божество не могло вилучити зі світу, не знищивши самої основи морального буття — свободи. Сутність духу полягає в самовизначенні та самостійності; без них він був би примарною і сліпою зброєю чужих йому сил, і його існування не мало б жодної моральної ціни. Але де свобода, там можливість збоченої діяльності, тобто гріха.